# Костюченко Іван Петрович
Іва́н Петро́вич Костюче́нко (нар. 31 січня (13 лютого) 1910, Миргород — пом. 29 квітня 1983, Харків) — український актор театру і кіно, заслужений артист Української РСР (1953).

## Життєпис
Після закінчення 1927 року Харківського театрального технікуму, де навчався у легендарних Амвросія Бучми та Івана Мар'яненка, розпочав свою театральну кар'єру в Харківському українському драматичному театрі ім. Тараса Шевченка, яка тривала до кінця його життя.
Акторську діяльність поєднував з викладацькою, працюючи також в драматичній студії рідного театру (1958—1963 років).
Іван Костюченко також знайомий шанувальникам кіно за низкою ролей, зіграних у фільмах кіностудії ім. О. Довженка.
Пішов з життя 1983 року.

## Ролі в театрі
- Аркадій, Сергій Горлов, Степан Груша («Платон Кречет», «Фронт», «Приїздіть у Дзвінкове» О. Корнійчука)
- Вурм («Підступність і кохання» Ф. Шіллера)
- Гнат («Назар Стодоля» Т. Шевченка)
- Горобець, сотник («Богдан Хмельницький» О. Корнійчука)[3]
- Дід Цибулька («Таблетку під язик» А. Макайонка)
- Кирик («Навіки разом» Л. Дмитерка)
- Козловський, Харитонов («Російські люди» К. Симонова)
- Колісник («Повія» за Панасом Мирним)
- Кудряш («Гроза» О. Островського)[4]
- Макар Барильченко («Суєта» І. Карпенка-Карого)
- Матрос («Правда» О. Корнійчука у постановці М. Крушельницького 1937 року)[5]
- Журейко («Ярослав Мудрий» І. Кочерги)
- Жухрай («Як гартувалася сталь» за М. Островським)
- Семен Желєзнов («Васса Желєзнова» М. Горького)
- Сірко («За двома зайцями» М. Старицького)
- Фернандо («Овід» за Е. Войнич)
- Яґо («Отелло» В. Шекспіра)

## Ролі у кіно
- 1957 — Лопух, хлібозаготівельник («Кінець Чирви-Козиря» В. Лапокниша)
- 1958 — Лук'ян Безсалий («Гроза над полями» М. Красія і Ю. Лисенка)
- 1965 — Сидір, син Сердюка («Криниця для спраглих» Ю. Іллєнка)
- 1978 — епізод у фільмі «Вогненні дороги» Шухрата Аббасова, 1-а серія «Серце поета» (Узбекфільм)

## Визнання
- 1953 — заслужений артист Української РСР
- 1960 — Орден «Знак пошани»

## Родина
Дружина Івана Костюченка — заслужена артистка Української РСР Тимошенко Ніна Хомівна (1918—2009), актриса Харківського театру ім. Т. Г. Шевченка.